# Anna Magnani
Pour les articles homonymes, voir Magnani.
Anna Magnani [ˈanna maɲˈɲaːni], née le 7 mars 1908 à Rome (région du Latium, Italie) et morte le 26 septembre 1973 dans la même ville, est une actrice italienne de cinéma et de théâtre.
Considérée comme l'une des plus grandes interprètes féminines de l'histoire du cinéma,,,, elle est parmi les rares actrices et la première italienne à être appréciée comme un authentique mythe dans le monde entier.
Parfois surnommée « Nannarella », elle incarne, à l'instar d'Alberto Sordi et d'Aldo Fabrizi, l'une des figures prééminentes de la romanité cinématographique du XXe siècle. Ses prestations sont célèbres, notamment dans des films tels que Rome, ville ouverte, Bellissima, Mamma Roma ou La Rose tatouée. Ce dernier film lui vaut en 1956 l'Oscar de la meilleure actrice, devenant la première actrice non-anglophone à remporter un Oscar. Elle remporte également cinq fois un Ruban d'argent, la Coupe Volpi à la Mostra de Venise 1947 et, en 1958 et 1959, le David di Donatello.

## Biographie

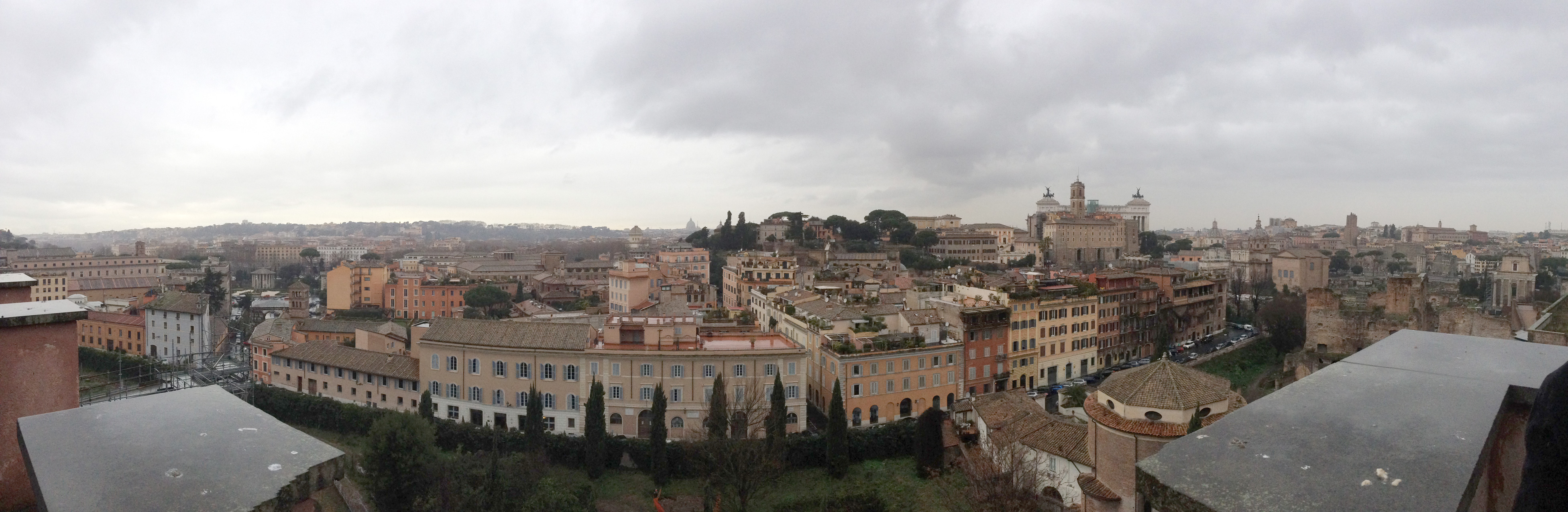
La Via San Teodoro à Rome vue depuis le mont Palatin, où Anna Magnani a passé son enfance.

Anna Magnani est née à Rome, dans la Via Salaria 126, près de la porta Pia (dans l'actuel quartier de Nomentano), le 7 mars 1908. Sa mère, Marina Magnani, était une couturière originaire de Fano (dans la province de Pesaro et d'Urbino) qui, après lui avoir donné naissance, la confia définitivement aux soins de sa grand-mère maternelle Giovanna Casadio, originaire de Ravenne,, avec laquelle elle grandit dans la Via San Teodoro, entre le Capitole et le mont Palatin. Elle n'a jamais connu son père naturel. À l'âge adulte, en recherchant l'identité de son père, Anna découvre ses origines calabraises et ce qui aurait dû être son nom de famille, Del Duce (son père était Pietro Del Duce, juriste et noble de naissance) ; elle dit alors, ironiquement, qu'elle s'est arrêtée dans ses recherches parce qu'elle ne voulait pas passer pour « la fille du Duce ».
Après avoir abandonné sa fille, Marina Magnani a émigré à Alexandrie, en Égypte, où elle a rencontré et épousé un riche et opulent Autrichien. C'est la raison pour laquelle on a longtemps cru que Magnani était née en Égypte ; par la suite, cependant, la vérité est apparue, d'abord de l'aveu même de l'actrice, puis grâce aux confirmations de son fils Luca. Anna est élevée par sa grand-mère dans une maison habitée par ses cinq tantes Dora, Maria, Rina, Olga et Italia. La seule présence masculine était l'oncle Romano. C'était une « enfant ordinaire, frêle et à l'esprit mélancolique ». Ses grands-parents compensaient en la dorlotant avec de la nourriture et des jolis vêtements. Pourtant, en grandissant, on dit qu'elle se sentait plus à l'aise avec des compagnons « plus truculents », se liant souvent d'amitié avec « l'enfant le plus dur à cuire du quartier ». Ce trait de caractère s'est poursuivi dans sa vie d'adulte lorsqu'elle a proclamé : « Je déteste la respectabilité. Donnez-moi la vie de la rue, celle des gens ordinaires ».
La grand-mère a travaillé dur pour élever et éduquer sa petite-fille, l'inscrivant dans un pensionnat de religieuses françaises, où elle n'est restée que quelques mois. Anna se met rapidement à étudier le piano et s'inscrit au conservatoire Sainte-Cécile, où elle reste pendant deux ans. Entre-temps, elle s'est rendue à Alexandrie pour rendre visite à sa mère, mais elle est revenue très affligée par cette expérience, qui s'est avérée très douloureuse car la relation affectueuse mère-fille qui lui a toujours fait défaut n'a pas réussi à se développer entre les deux femmes.
De retour à Rome, elle décide d'abandonner l'étude de la musique, qui ne la satisfait pas pleinement, et se tourne vers la comédie.

### Débuts

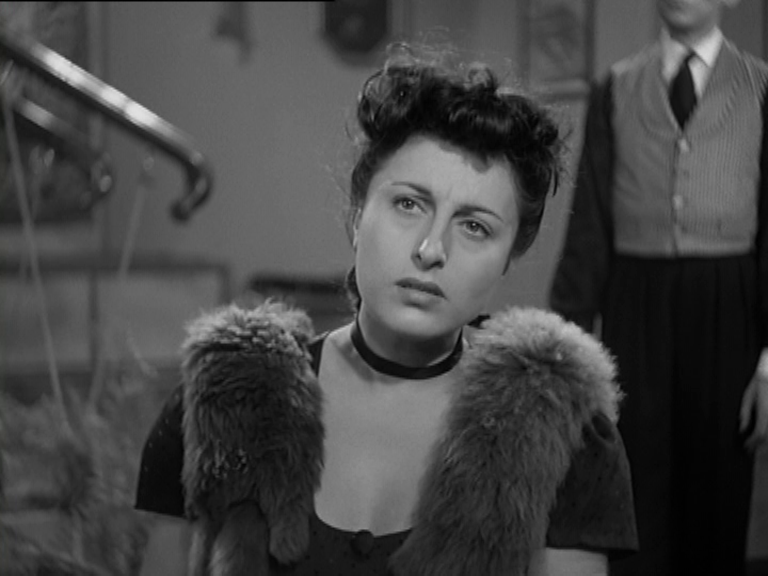
Anna Magnani dans La fortuna viene dal cielo (1942).

En janvier 1927, elle commence à fréquenter avec Paolo Stoppa l'école d'art dramatique Eleonora Duse dirigée par Silvio D'Amico, devenue plus tard Académie nationale d'art dramatique de Rome. Elle a pour professeur Ida Carloni Talli. Silvio D'Amico a tout de suite compris la force perturbatrice de cette jeune fille dont, dit-il, « l'École ne pouvait pas lui apprendre beaucoup plus que ce qu'elle avait déjà en elle... », car elle avait déjà ce charisme qui la rendrait inoubliable. Il raconte à sa sœur (scénariste) : « Hier, une petite fille est arrivée, petite, aux cheveux noirs et aux yeux expressifs. Elle ne joue pas, elle vit les rôles qui lui sont attribués. Elle est déjà une actrice... ». Entre 1929 et 1932, elle fait partie de la compagnie Vergani-Cimara, dirigée par Dario Niccodemi.
En 1932, Anna Magnani et Paolo Stoppa se retrouvent à travailler ensemble dans la compagnie d'Antonio Gandusio, qui tombe rapidement amoureux de Magnani et apprécie ses qualités à tel point qu'il l'encourage à s'essayer également à la réalisation de films. En 1934, elle passe à la revue, aux côtés des frères De Rege, puis travaille dans une série de spectacles à succès avec Totò à partir de 1941. En 1944, elle joue dans la revue Cantachiaro de Franco Monicelli, Italo De Tuddo, Garinei et Giovannini, et en 1945 dans la revue Soffia so'....
Elle fait ses débuts au cinéma dans le film La Prisonnière des ténèbres (1934) de Nunzio Malasomma, bien qu'en 1928 elle soit déjà apparue, dans un rôle marginal, dans le film Scampolo d'Augusto Genina. Le 3 octobre 1935, elle épouse le réalisateur Goffredo Alessandrini, avec qui elle tourne La Cavalerie héroïque en 1936. Le couple se sépare en 1940, pour ne divorcer qu'en 1972. En 1938, elle participe au film Tarakanowa de Mario Soldati, où elle ne joue pas avec sa propre voix, mais se fait doubler par Marcella Rovena.

### Succès

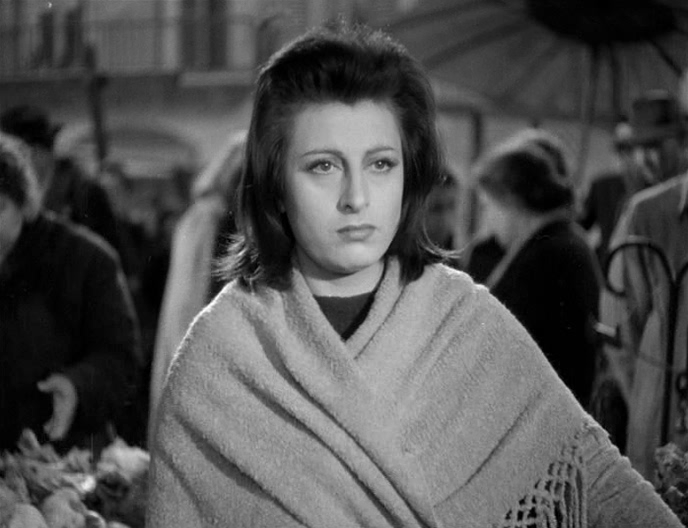
Anna Magnani dans Campo de' Fiori (1943).

Après de nombreux films dans lesquels elle jouait des rôles de serveuses ou de chanteuses, elle parvient à se faire un nom en tant qu'interprète dramatique. C'est Vittorio De Sica qui lui offre pour la première fois la possibilité de construire un personnage non négligeable, celui de Loretta Prima, une artiste de variétés, dans le film Mademoiselle Vendredi (1941). Elle joue dans l'avanspettacolo de Totò et interprète le rôle de la marchande de légumes romaine dans Campo de' Fiori (1943) de Mario Bonnard, aux côtés d'Aldo Fabrizi.
Le 23 octobre 1942, elle donne naissance à son unique enfant, Luca, fruit d'une brève liaison avec l'acteur Massimo Serato, qui l'abandonne dès qu'elle est enceinte. En raison de sa grossesse, Magnani doit renoncer au tournage du film Les Amants diaboliques de Luchino Visconti et se fait remplacer par Clara Calamai. L'actrice réussit à imposer son propre nom de famille à son fils, tout comme sa mère Marina l'avait fait avec elle, un des rares cas de généalogie matrilinéaire qui s'est poursuivie jusqu'à trois générations. Toujours en 1942, elle joue dans le film Finalmente soli de Giacomo Gentilomo, dans lequel elle est doublée par Tina Lattanzi. Ces années-là, elle a également tenu des rôles importants dans La vita è bella (1943) de Carlo Ludovico Bragaglia et dans Le Diamant mystérieux (1943) de Mario Mattoli.

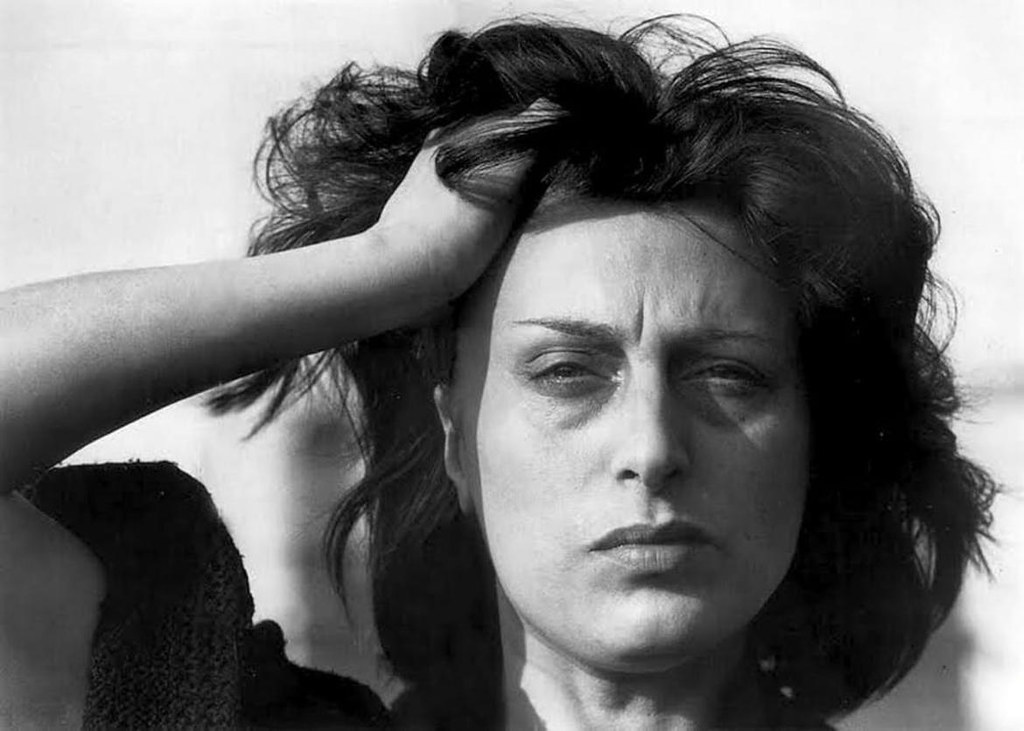
Anna Magnani dans Rome, ville ouverte (1945).

Elle atteint la célébrité mondiale en 1945 et remporte son premier Ruban d'argent grâce à sa prestation dans le film manifeste du néoréalisme, Rome, ville ouverte de Roberto Rossellini (avec qui elle établit une relation romantique), avec Aldo Fabrizi, Marcello Pagliero et Maria Michi. Dans ce film, Magnani joue l'une des séquences les plus célèbres de l'histoire du cinéma : la course derrière un camion allemand, dans lequel son mari est prisonnier, à la fin de laquelle son personnage est tué par la mitrailleuse des Allemands. La même année, elle participe au film Quartetto pazzo de Guido Salvini, également doublée à cette occasion par Lattanzi, tandis que l'année suivante elle participe au film musical Devant lui tremblait tout Rome de Carmine Gallone, où elle est doublée pour les scènes de chant lyrique par la soprano Elisabetta Barbato. Toujours en 1946, elle chante aux côtés de Vittorio de Sica dans la comédie Au diable la richesse de Gennaro Righelli, où elle incarne l'exubérante Gioconda Perfetti, une vendeuse de fruits qui s'enrichit rapidement grâce au marché noir dans la Rome de l'après-guerre.
En 1947, elle remporte son deuxième Ruban d'argent, et le prix de la meilleure actrice à la Mostra de Venise 1947 pour le film L'Honorable Angelina réalisé par Luigi Zampa, où elle est rejointe par Ave Ninchi.

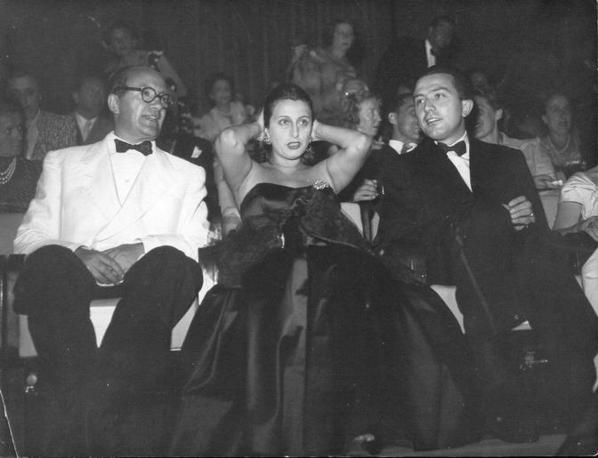
Les deux hommes politiques Giovanni Ponti et Giulio Andreotti entourant Anna Magnani à la Mostra de Venise 1947.

En 1948, elle joue dans son dernier film avec Roberto Rossellini, avant la rupture de leur relation, L'amore, divisé en deux parties. La première partie (inspirée de la pièce en un acte de Jean Cocteau, La Voix humaine) est un long monologue au téléphone d'une femme abandonnée par son compagnon. La seconde partie est l'histoire d'une paysanne naïve violée par un berger (joué par un jeune Federico Fellini) en croyant qu'il s'agit de saint Joseph ; ensuite enceinte, elle est l'objet de la méchanceté des villageois qui notamment l'affublent d'une cuvette sur la tête. À la Mostra de Venise 1948, Anna Magnani présente L'amore de Roberto Rossellini en compétition. Le jury voulait lui remettre le prix de la meilleure actrice pour ce film , mais comme elle l'avait reçu en 1947 et que le jury voulait soutenir un jeune talent, c'est Jean Simmons qui l'obtient pour son rôle dans Hamlet de Laurence Olivier. Le Père dominicain Felix Morlion a été membre du jury international, et son comportement amical avec Anna Magnani a provoqué des problèmes au Vatican : « Comme le fait d'avoir un prêtre dominicain habitant de Rome dans le jury constituait un précédent inusité, il n'est pas surprenant qu'une femme malveillante ait envoyé au Saint Père une illustration d'un journal où je suis présenté comme donnant la bénédiction à Anna Magnani, très décolletée, j'ai déjà fait la déclaration nécessaire que je n'ai pas donné cette bénédiction, et en fait j'ai parlé avec Anna Magnani sur sa demande, pour donner mon avis sur (un film...) qu'elle voudrait tourner ». Pour ce film, elle a également reçu son troisième Ruban d'argent.
En 1949, elle tourne Vulcano, réalisé par William Dieterle, avec Rossano Brazzi et Geraldine Brooks, sur l'île voisine de celle où Rossellini tourne Stromboli avec sa nouvelle partenaire Ingrid Bergman. Le tournage des deux films est resté dans l'histoire du cinéma comme la « guerre des volcans ».
En 1951, avec le personnage mémorable de Maddalena Cecconi, elle est la protagoniste du film Bellissima de Luchino Visconti, scénarisé par Cesare Zavattini, avec Walter Chiari, Corrado, Alessandro Blasetti, Tecla Scarano et une jeune Nora Ricci. Elle y joue une mère surprotectrice et prête à tout pour que sa fillette devienne actrice à Cinecittà. Ce film la consacre comme la « Louve romaine ». Elle remporte à cette occasion son quatrième Ruban d'argent. Le cinquième et dernier Ruban d'argent lui a été attribué pour le film Sœur Letizia (1956) de Mario Camerini.
En 1952, elle incarne Anita Garibaldi dans le film Les Chemises rouges, aux côtés de Raf Vallone et sous la direction de son ex-mari Goffredo Alessandrini, avec lequel elle se heurte amèrement, au point que ce dernier quitte le plateau avant la fin du tournage (achevé par l'assistant réalisateur, le nouveau venu de l'époque Francesco Rosi). La même année, elle joue dans Le Carrosse d'or de Jean Renoir, le premier film européen tourné en technicolor. Sa participation au projet ne s'est faite que sur le conseil de Luchino Visconti qui admirait Renoir. Le personnage de Camilla dans le film est une sorte de mise en abyme d'Anna Magnani, son interprète. Renoir ne fut pas de ceux qui reprochèrent à Anna son jeu flamboyant, hyperbolique ; au contraire, il l’encouragea. Les critiques italiennes ont mal accueilli le film alors qu'il est considéré par d'autres comme François Truffaut ou Éric Rohmer comme remarquable. En 1953, jouant son propre rôle, elle est à nouveau dirigée par Visconti dans le cinquième segment du film à sketches Nous les femmes.
Dans sa villa de Circeo, elle accueillait souvent un petit groupe d'amis, dont Marisa Merlini, Elsa De Giorgi, Franco Monicelli, Alberto Sordi et Suso Cecchi d'Amico.

### Internationalisation

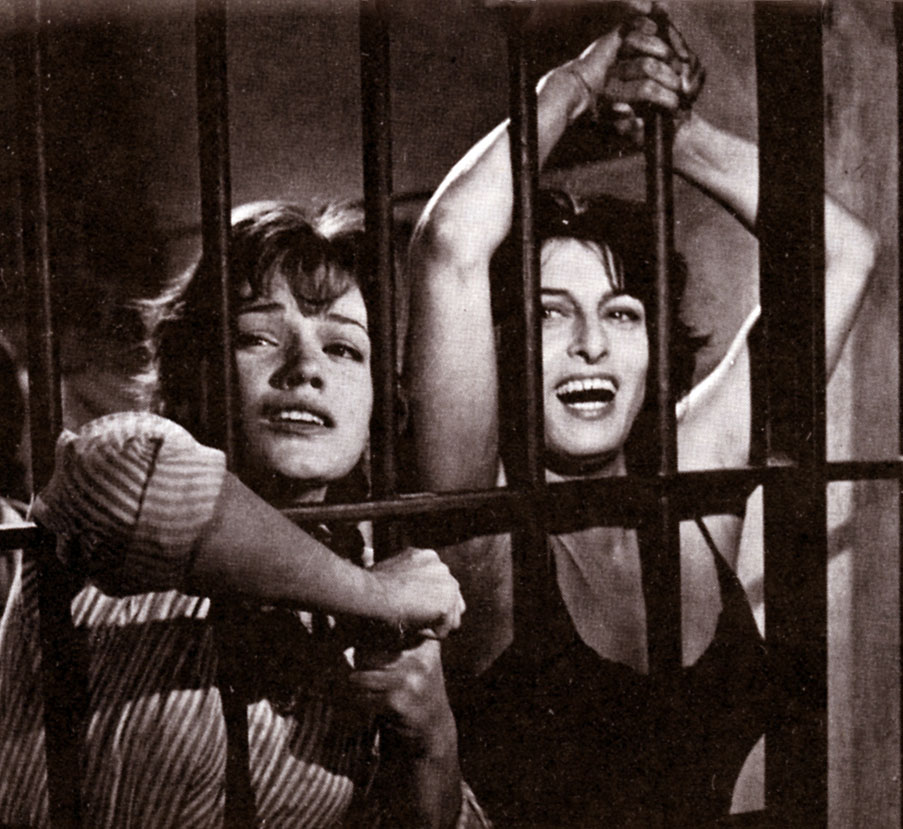
Cristina Gajoni et Anna Magnani dans L'Enfer dans la ville (1958).

Le 21 mars 1956, elle est la première actrice italienne de l'histoire des Oscars à remporter l'Oscar de la meilleure actrice pour son interprétation dans la version cinématographique de La Rose tatouée d'après la pièce de Tennessee Williams (dont elle était une amie proche). Elle est ainsi la première actrice non-anglophone à recevoir un Oscar, qui lui est décerné pour son interprétation de Serafina Delle Rose dans le film La Rose tatouée (1955), avec Burt Lancaster, réalisé par Daniel Mann. Pour ce même rôle, elle a également remporté le BAFTA de l'actrice internationale de l'année et le Golden Globe de la meilleure actrice dans un film dramatique. Magnani n'a pas assisté à la cérémonie : l'Oscar a été récupéré des mains de Jerry Lewis par Marisa Pavan, qui était nommée pour le meilleur second rôle féminin dans le même film. Lorsqu'un journaliste américain annonce qu'elle a remporté l'Oscar, Magnani reste silencieuse, puis s'exclame en anglais « Magnani is happy » (litt. « Magnani est contente ! »).
Un autre prix international, celui de la meilleure actrice à la Berlinale, lui est décerné en 1958 pour sa prestation dans le film Car sauvage est le vent (1957) de George Cukor, dans lequel elle retrouve Anthony Quinn et Anthony Franciosa. Pour le même rôle, également en 1958, elle remporte son premier David di Donatello de la meilleure actrice et elle est nommée pour un deuxième Oscar, qui sera attribué à Joanne Woodward pour Les Trois Visages d'Ève de Nunnally Johnson (1957). En 1959, elle remporte son deuxième David di Donatello pour le film L'Enfer dans la ville (1958) de Renato Castellani, dans lequel elle joue aux côtés de Giulietta Masina : le film, plutôt inhabituel dans le paysage cinématographique italien de l'époque, se déroule dans une prison pour femmes. En 1960, elle retourne à Hollywood pour la dernière fois, pour jouer aux côtés de Marlon Brando et Joanne Woodward dans le film L'Homme à la peau de serpent de Sidney Lumet, où elle interprète un personnage tragique écrit spécialement pour elle par Tennessee Williams.
En 1960, et malgré sa volonté initiale, elle ne devient pas la vedette de La ciociara : le film, initialement réalisé par George Cukor, devait la voir dans le rôle de Cesira, alors que Sophia Loren avait déjà été choisie pour incarner sa fille Rosetta. Magnani a fini par refuser le rôle parce qu'elle se considérait trop mûre pour ce personnage, et ne voulait pas jouer la mère de Sophia Loren. C'est donc Loren elle-même, à peine vieillie par le maquillage, qui a joué le rôle de Cesira (ce qui lui a valu un Oscar en 1962), tandis que le rôle de Rosetta a été confié à l'adolescente italo-américaine Eleonora Brown.

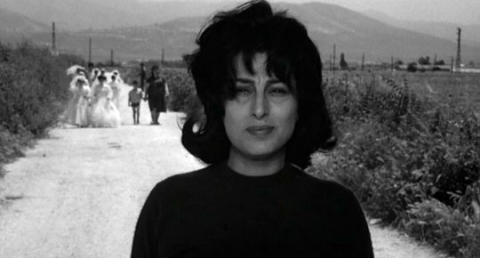
Anna Magnani dans Mamma Roma (1962) de Pier Paolo Pasolini.

 Sans la présence de Magnani, Cukor décide de se retirer de la production et se fait remplacer par Vittorio De Sica. Le projet étant tombé à l'eau, la même année, elle partage l'affiche avec Totò et Ben Gazzara dans la comédie Larmes de joie de Mario Monicelli, un film qui devait également relancer l'actrice dans le cinéma italien après son intermède américain, mais qui n'a pas eu de succès.
En 1962, elle joue dans Mamma Roma de Pier Paolo Pasolini, un réalisateur avec lequel elle entretient une relation conflictuelle. Pasolini, après ses débuts en 1961 avec Accattone, tente par tous les moyens de travailler avec la grande actrice, de plus en plus sélective dans le choix de ses rôles ; Magnani accepte, mais tous deux sont insatisfaits du résultat. Elle a déclaré que « Pasolini s'est servi de moi », tandis qu'il a affirmé qu'elle avait été « trop bourgeoise ». Quoi qu'il en soit, malgré leurs malentendus sur le plateau, qui n'ont d'ailleurs jamais entamé leur estime mutuelle, le film a connu un grand succès auprès du public et de la critique, notamment en France, tandis qu'en Italie, le grand succès critique a été suivi d'une billetterie décevante.
Ayant dépassé la cinquantaine, non revalorisée par le grand public avec les films de Monicelli et Pasolini et peu convaincue par les rôles qu'on lui propose alors en Italie malgré son succès international incontesté, elle se rend en France en 1963 pour jouer dans la comédie Le Magot de Josefa de Claude Autant-Lara, aux côtés de Bourvil et Pierre Brasseur, qui connaît cependant un tournage difficile et un échec public retentissant. Après avoir joué en 1965 dans La famiglia, l'un des épisodes d'À l'italienne de Nanni Loy, elle participe à son dernier film américain tourné en Italie, Le Secret de Santa Vittoria (1969) de Stanley Kramer, où elle partage l'affiche avec Anthony Quinn, son partenaire dès 1957, Virna Lisi, Hardy Krüger, Giancarlo Giannini et Renato Rascel ; pour ce rôle, elle est nommée pour le Golden Globe de la meilleure actrice. En 1965, elle revient au théâtre avec La lupa de Giovanni Verga, mis en scène par Franco Zeffirelli, et en 1966 avec Médée de Jean Anouilh, mis en scène par Gian Carlo Menotti.

### Télévision

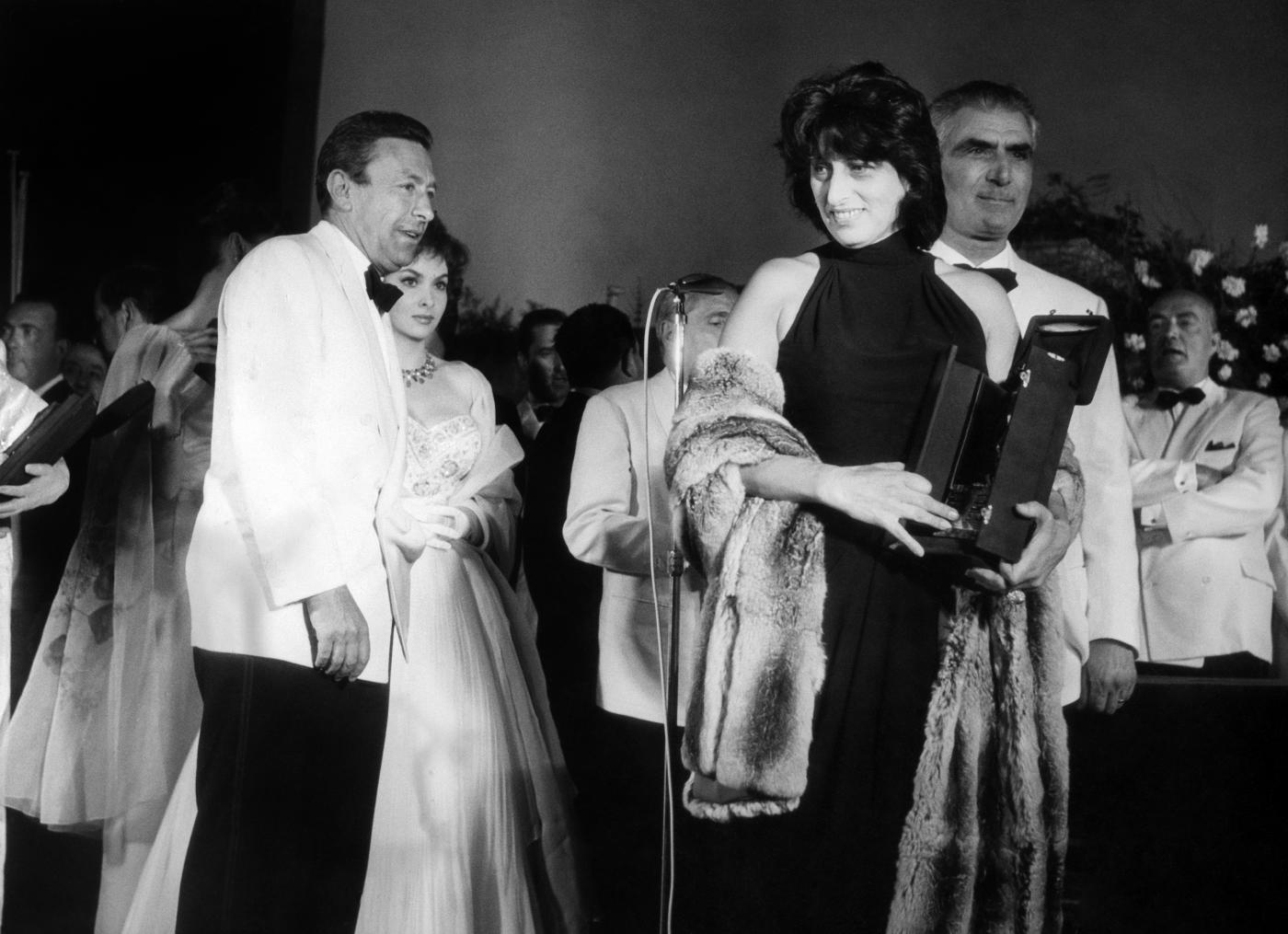
Anna Magnani lors de la remise du David di Donatello de la meilleure actrice en 1958 pour Car sauvage est le vent.

Déjà marquée par la maladie, elle s'essaie pour la première fois à la télévision en 1971. Sous la direction d'Alfredo Giannetti, elle joue dans un téléfilm en trois parties intitulé Tre donne (it), dont la bande originale a été composée par Ennio Morricone et produite par Bruno Nicolai. Les trois parties consistent en 1943 : un incontro (1969), La Chanteuse (1970) et L'Automobile (1972). Giannetti dirige ensuite Magnani dans un quatrième téléfilm, Correva l'anno di grazia 1870. Dans ces films, ses partenaires étaient Massimo Ranieri, Vittorio Caprioli, Enrico Maria Salerno et Marcello Mastroianni.
Sur ces quatre films, les trois premiers ont été diffusés sur la chaîne Programma Nazionale (aujourd'hui Rai 1) en première partie de soirée entre le 26 septembre et le 10 octobre 1971. Le quatrième, Correva l'anno di grazia 1870, en revanche, était initialement destiné au circuit du cinéma et n'a été diffusé que plus tard à la télévision sur la chaîne Secondo Programma (aujourd'hui Rai 2) sous le simple titre 1870. Pour la presse, une projection en avant-première de la version télévisée a lieu à Rome, au siège de la Rai, Viale Mazzini, mais l'actrice n'assiste pas à la présentation car elle est déjà très malade : elle meurt en effet quelques heures avant la diffusion, prévue, dans une douloureuse coïncidence, pour la soirée du 26 septembre 1973.

### Mort
Sa dernière apparition à l'écran remonte à 1972, dans l'hommage que son ami Federico Fellini rend à sa ville natale, Fellini Roma. La nuit, une Anna Magnani triste marche dans les ruelles d'une Rome silencieuse et déserte pour rentrer chez elle. Elle répond à Fellini sur un ton de surprise, le congédie rapidement et, en souriant, ferme la porte devant la caméra : c'est ainsi que l'actrice termine sa longue carrière cinématographique. Sa dernière phrase, récitée en romanesco, était : « No, nun me fido. Ciao. Buonanotte! » (litt. « Non, je n'ai pas confiance. Au revoir. Bonne nuit ! »). Sa dernière apparition lors d'un événement public a eu lieu lors d'une première au théâtre à Rome au début de l'été 1973.
Elle meurt à la clinique Mater Dei de Rome le 26 septembre 1973, à l'âge de 65 ans, terrassée par un cancer du pancréas ; elle sera soignée jusqu'à la fin par son fils Luca et par Roberto Rossellini, dont elle s'était rapprochée dans ses dernières années et qui s'occupera personnellement de ses funérailles en l'église Santa Maria Sopra Minerva, auxquelles assisteront des milliers de personnes. Après une première inhumation au cimetière monumental du Verano à Rome, ses restes reposent depuis 1988 dans la chapelle familiale du petit cimetière de San Felice Circeo, non loin de sa villa, sur ordre de son fils Luca.

## Vie privée

L'actrice Anna Magnani en 1961 sur la terrasse du toit de son appartement, Palazzo Altieri, Via degli Astalli 19, Rome.

Pendant le règne de Benito Mussolini, Magnani était connue pour faire des blagues grossières sur le parti fasciste italien.
Elle a épousé Goffredo Alessandrini, le réalisateur de ses premiers films, en 1935, deux ans après qu'il l'eut découverte sur scène. Après leur mariage, elle s'est retirée du métier d'actrice à plein temps pour « se consacrer exclusivement à son mari », bien qu'elle ait continué à jouer de petits rôles au cinéma. Ils se sont séparés en 1942.
Magnani a eu une liaison avec l'acteur Massimo Serato, avec qui elle a eu son seul enfant, un fils nommé Luca, né le 29 octobre 1942 à Rome, après sa séparation d'avec Alessandrini. À l'âge de 18 mois, Luca a contracté la polio et a perdu l'usage de ses jambes en raison de la paralysie qui en a résulté. En conséquence, Magnani dépense la plupart de ses premiers revenus pour des médecins spécialistes et des hôpitaux. Après avoir vu un jour un vétéran de guerre cul-de-jatte se traîner sur le trottoir, elle dit : « Je me rends compte maintenant que c'est pire quand ils grandissent », et décide de gagner suffisamment d'argent pour « le mettre à l'abri du besoin pour toujours ».
En 1945, elle tombe amoureuse du réalisateur Roberto Rossellini alors qu'elle travaille sur Rome, ville ouverte (1945). « Je pensais avoir enfin trouvé l'homme idéal... [Il] avait perdu son propre fils et j'ai senti que nous nous comprenions. Surtout, nous avions les mêmes conceptions artistiques ». Rossellini est ensuite devenu violent, versatile et possessif, et ils se disputaient constamment à propos de cinéma ou par jalousie. « Dans des accès de rage, ils se jetaient de la vaisselle à la figure ». En tant qu'artistes, cependant, ils se complétaient bien en travaillant sur des films néoréalistes. Ils se séparent finalement lorsque Rossellini tombe amoureux d'Ingrid Bergman qu'il épouse.
Magnani avait un penchant mystique et consultait des astrologues, tout en croyant à la numérologie. Elle mangeait et buvait très peu et pouvait subsister pendant de longues périodes sans rien d'autre que du café noir et des cigarettes. Cependant, ces habitudes affectaient souvent son sommeil : « Mes nuits sont épouvantables », dit-elle. « Je me réveille dans un état de nervosité et il me faut des heures pour reprendre contact avec la réalité ».

## Hommages
« Je salue la fraternité des hommes, le monde des arts, et Anna Magnani. »

— Message de Youri Gagarine lors du premier vol spatial habité le 12 avril 1961.
Jean Renoir a écrit : « Magnani est la quintessence de l'Italie, et aussi la personnification la plus complète du théâtre, du vrai théâtre avec des décors en papier mâché, un mensonge fumeux et des chiffons dorés, je devais logiquement me réfugier dans la commedia dell'arte et emmener Magnani avec moi dans ce bain, je lui suis reconnaissant de symboliser dans mon film toutes les autres actrices du monde ».
Antonello Trombadori se souvient d'elle en ces termes : « Le romanesco était pour elle un moyen de communiquer avec le public. En fait, Anna Magnani était une intellectuelle ratée, elle n'était pas une actrice populaire mais une actrice qui visait à être extrêmement fonctionnelle et intellectuelle. Elle n'était pas instinctive, mais méditée et réfléchie. Plus que ce que l'on pourrait croire. L'instinct et l'impulsion de communiquer n'ont pas libre cours chez elle, mais contenus et contrôlés. Ses personnages ne sont donc pas son point de départ, mais une façon d'être afin de se rendre populaire ».

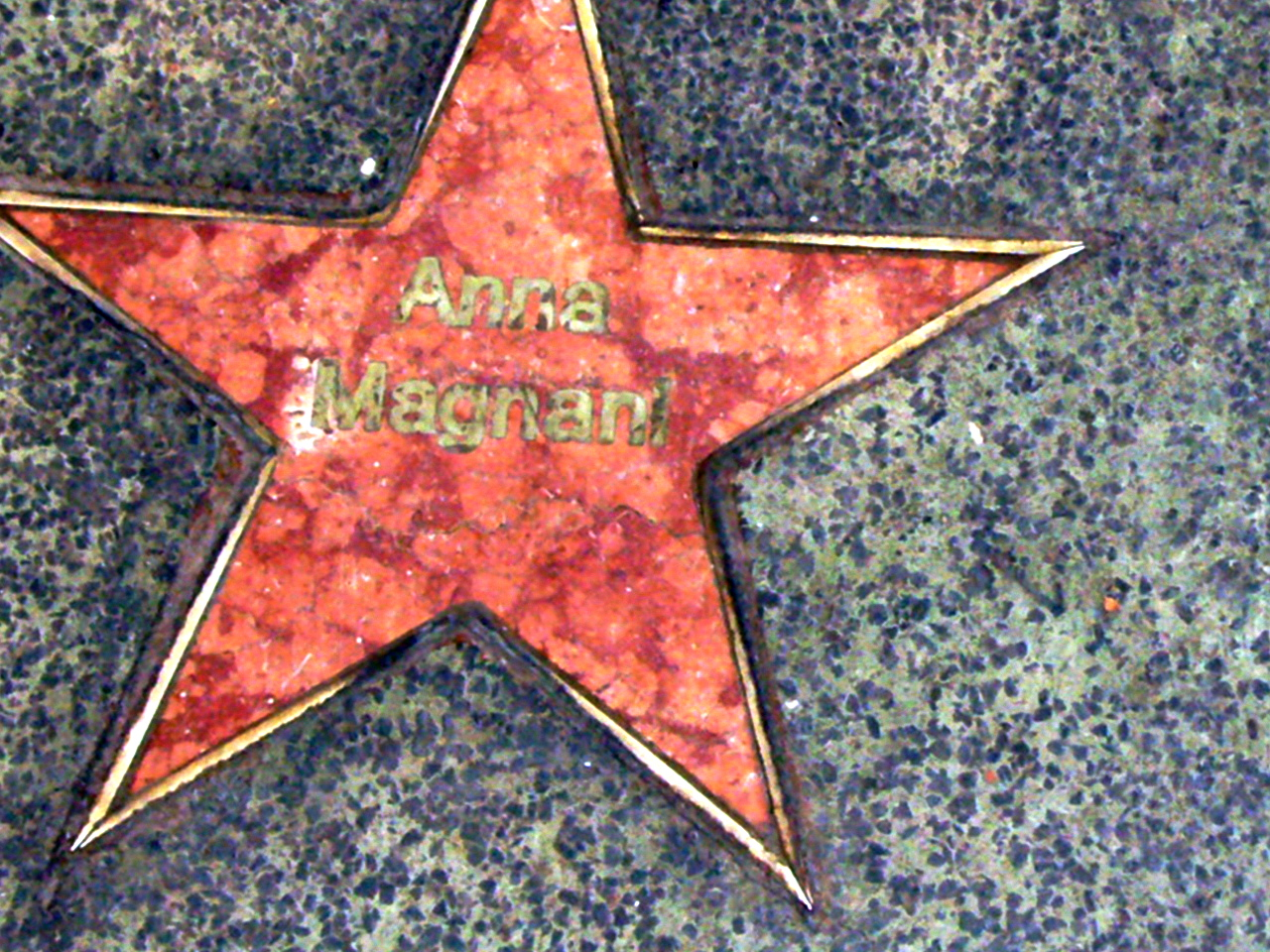
L'étoile d'Anna Magnani à Cinecittà.

Quelques jours après son arrivée en Amérique, la presse a déclaré : « Comparées à elle, nos actrices sont des mannequins de cire par rapport à un être humain ». Le Time écrit : « Divin, tout simplement divin ».
Après le tournage du film Mamma Roma, Pier Paolo Pasolini a commenté leur collaboration en ces termes : « Anna est romantique, elle voit la figure dans le paysage, elle est comme Pierre-Auguste Renoir, moi par contre je suis sur la voie de Masaccio ».
Après sa mort, de nombreuses initiatives ont été prises en Italie et à l'étranger pour se souvenir d'Anna Magnani. Parmi les plus importantes, celle de 2002 au Museum of Modern Art de New York, qui lui a rendu hommage en lui consacrant une rétrospective avec la projection de 14 de ses films.
Gianni Togni lui a dédié Nannarè, contraction romane du surnom « Nannarella », contenu dans l'album Bersaglio Mobile de 1988, tout comme Pino Daniele avec Anna verrà, inclus dans l'album Mascalzone latino de 1989 ; même Carmen Consoli a écrit une chanson intitulée Anna Magnani, chantée par Adriano Celentano.
Paola Turci, dans son album Il secondo cuore de 2017, lui dédie le titre de clôture Ma dimme te, dont les strophes résument la fougue et la passion de l'actrice.
Un cratère de 26 km de diamètre sur la planète Vénus lui est dédié.
Elle était « la femme la plus mystérieuse et la plus transparente que la mythologie du cinéma ait inventée, (...) une femme de caractère », a écrit Oriana Fallaci dans l'Europeo.
D'après Meryl Streep elle est « La déesse. Fantastique. Regardez ces yeux. Une telle intensité. Un engagement total dans tout ce qu'elle faisait. Un engagement qui éclatait dans tout ce qu'elle faisait ».

## Filmographie

### Cinéma
- 1928 : Scampolo d'Augusto Genina
- 1934 : Temps maximum (Tempo massimo) de Mario Mattoli : Emilia
- 1934 : La Prisonnière des ténèbres (La cieca di Sorrento) de Nunzio Malasomma : Anna
- 1935 : Quei due de Gennaro Righelli
- 1936 : Trente Secondes d'amour (Trenta secondi d'amore) de Mario Bonnard
- 1936 : La Cavalerie héroïque (Cavalleria) de Goffredo Alessandrini : Fanny
- 1938 : Tarakanowa (Principessa Tarakanova) de Fedor Ozep et Mario Soldati : la servante de la princesse
- 1940 : Une lampe à la fenêtre (Una lampada alla finestra) de Gino Talamo : Ivana, la maîtresse de Max
- 1941 : La fuggitiva de Piero Ballerini : Wanda Reni
- 1941 : Mademoiselle Vendredi (Teresa venerdì) de Vittorio De Sica : Maddalena Tentini/Loretta Prima
- 1942 : Finalmente soli de Giacomo Gentilomo : Ninetta, alias « Lulù »
- 1942 : La fortuna viene dal cielo d'Ákos von Ráthonyi : Zizi
- 1943 : L'avventura di Annabella de Leo Menardi : la mondaine
- 1943 : La vita è bella de Carlo Ludovico Bragaglia : Virginia
- 1943 : Campo de' fiori de Mario Bonnard : Elide
- 1943 : Gli assi della risata de Roberto Bianchi Montero, Giuseppe Spirito et Gino Talamo : épisode Il mio pallone
- 1943 : Le Diamant mystérieux (L'ultima carrozzella) de Mario Mattoli : Mary Dunchetti, la chanteuse
- 1944 : Il fiore sotto gli occhi de Guido Brignone : Maria Comasco, l'actrice
- 1945 : Quartetto pazzo de Guido Salvini : Elena
- 1945 : Rome, ville ouverte (Roma, città aperta) de Roberto Rossellini : Pina
- 1945 : Au diable la misère (Abbasso la miseria!) de Gennaro Righelli : Nannina Straselli
- 1946 : Un homme revient (Un uomo ritorna) de Max Neufeld : Adele
- 1946 : La Bête se réveille (Lo sconosciuto di San Marino) de Michał Waszyński et Vittorio Cottafavi : Liana, la prostituée
- 1946 : Devant lui tremblait tout Rome (Avanti a lui tremava tutta Roma) de Carmine Gallone : Ada
- 1946 : Le Bandit (Il bandito) d'Alberto Lattuada : Lidia
- 1946 : Au diable la richesse (Abbasso la ricchezza!) de Gennaro Righelli : Gioconda Perfetti
- 1947 : L'Honorable Angelina (L'onorevole Angelina) de Luigi Zampa : Angelina Bianchi (également scénariste)
- 1948 : La Course aux illusions (Molti sogni per le strade) de Mario Camerini
- 1948 : Assunta Spina de Mario Mattoli : Assunta Spina
- 1948 : L'amore de Roberto Rossellini, en deux parties : I - La Voix humaine (Una voce umana) : la femme ; II - Le Miracle (Il miracolo) : Nanni
- 1950 : Vulcano de William Dieterle : Maddalena Natoli
- 1951 : Bellissima de Luchino Visconti : Maddalena Cecconi
- 1952 : Les Chemises rouges (Camicie rosse) de Goffredo Alessandrini et Francesco Rosi : Anita Garibaldi (également scénariste)
- 1953 : Le Carrosse d'or (Carrozza d'oro) de Jean Renoir : Camilla
- 1953 : Nous les femmes (Siamo donne) coréalisation, épisode Anna Magnani de Luchino Visconti : elle-même
- 1955 : Carrousel des variétés (Carosello del varietà) d'Aldo Bonaldi et Aldo Quinti
- 1955 : I pinguini ci guardano de Guido Leoni (voix)
- 1955 : La Rose tatouée (The Rose Tattoo) de Daniel Mann : Serafina Delle Rose
- 1957 : Sœur Letizia (Suor Letizia) de Mario Camerini : sœur Letizia
- 1957 : Car sauvage est le vent (Wild is the Wind) de George Cukor : Gioia
- 1958 : L'Enfer dans la ville (Nella città dell'inferno) de Renato Castellani : Egle
- 1959 : L'Homme à la peau de serpent (The Fugitive Kind) de Sidney Lumet : Lady Torrance
- 1960 : Larmes de joie (Risate di gioia) de Mario Monicelli : Gioia
- 1962 : Mamma Roma de Pier Paolo Pasolini : Mamma Roma
- 1963 : Le Magot de Josefa (La pila della Peppa) de Claude Autant-Lara : Josefa
- 1967 : À l'italienne (Made in Italy) de Nanni Loy : épisode La famiglia : Adelina
- 1969 : Le Secret de Santa Vittoria (The Secret of Santa Vittoria) de Stanley Kramer : Rosa Bombolini
- 1972 : Correva l'anno di grazia 1870 d'Alfredo Giannetti : Teresa Parenti
- 1972 : Fellini Roma de Federico Fellini : elle-même

### Télévision
- Tre donne (it) d'Alfredo Giannetti
  - 1969 : 1943 : un incontro : Jolanda l'infirmière
  - 1970 : La sciantosa : Flora Torres, la sciantosa
  - 1972 : L'Automobile (L'automobile) : Anna

### Films se référant à sa vie d'actrice
- 1979 : Anna Magnani, un film d'amour (Io sono Anna Magnani), film documentaire de la réalisatrice belge Chris Vermorcken
- 2000 : Anna, téléfilm de Giorgio Capitani
- 2019 : La passione di Anna Magnani, documentaire d'Enrico Cerasuolo

## Théâtre
- Le Plus Heureux des trois de Eugène Labiche et Edmond Gondinet, direction artistique de Dario Niccodemi et Ruggero Lupi. Compagnie drammatica Italiana, Teatro Valle de Rome, (23 mai 1929)
- Laboremus de Sabatino Lopez, direction artistique de Dario Niccodemi et Ruggero Lupi. Compagnie drammatica Italiana, Teatro Olimpia de Milan, (9 août 1929)
- Triangoli de Dino Falconi et Oreste Biancoli, direction artistique de Dario Niccodemi et Ruggero Lupi. Compagnie drammatica Italiana, Teatro Manzoni de Milan, (18 janvier 1930)
- La donna in vetrina de Luigi Antonelli, direction artistique de Dario Niccodemi et Ruggero Lupi. Compagnie drammatica Italiana, Teatro Argentina de Rome, (26 mai 1930)
- Un uomo, una donna, un milione de Giuseppe Bevilacqua, direction artistique de Nera Grossi Carini. Compagnie du teatro Arcimboldi, Teatro degli Arcimboldi de Milan, (5 décembre 1930)
- Confidenza d'Alessandro Greppi, direction artistique de Nera Grossi Carini. Compagnie du teatro Arcimboldi, Teatro Arcimboldi de Milan, (8 décembre 1930)
- Affari d'America de Frank et Hirschfeld, direction artistique de Nera Grossi Carini. Compagnie du teatro Arcimboldi, Teatro Arcimboldi de Milan, (17 décembre 1930)
- Luciano 1930 de Leonida Rèpaci, direction artistique de Nera Grossi Carini. Compagnie du teatro Arcimboldi, Teatro Arcimboldi de Milan, (30 décembre 1930)
- Facciamo due chiacchiere de Dino Falconi et Oreste Biancoli, direction artistique de Gero Zambuto. Compagnie du teatro Arcimboldi, Teatro Arcimboldi de Milan, (6 février 1931)
- I documenti del console Touquet de Giulio Cesare Gallia, direction artistique de Gero Zambuto. Compagnie du teatro Arcimboldi, Teatro Arcimboldi de Milan, (7 avril 1931)
- Paggio Fernando de Mura, direction artistique de Gero Zambuto. Compagnie du teatro Arcimboldi, Teatro Arcimboldi de Milan, (11 avril 1931)
- La fiera lampionaria de Pietro Mazzuccato, direction artistique de Gero Zambuto. Compagnie du teatro Arcimboldi, Teatro Arcimboldi de Milan, (18 avril 1931)
- 800-900-1000 de Carlo Veneziani, direction artistique de Carlo Veneziani. Compagnie Fontana, Teatro Odeon de Milan, (21 juillet 1931)
- Un uomo che ispira fiducia de Paul Armont, direction artistique de Antonio Gandusio et Luigi Almirante. Compagnie Gandusio-Almirante, Teatro Carignano de Turin, (20 octobre 1931)
- Bourrachon de Laurent Doillet, direction artistique de Antonio Gandusio et Luigi Almirante. Compagnie Gandusio-Almirante, Teatro Carignano de Turin, (30 octobre 1931)
- Tifo! de Celso Maria Poncini et Roberto Biscaretti, direction artistique de Antonio Gandusio et Luigi Almirante. Compagnie Gandusio-Almirante, Politeama Chiarella de Turin, (18 mai 1932)
- L'amore canta de Jacques Bousquet, Alessandro De Stefani et Henri Falk, direction artistique de Antonio Gandusio et Luigi Almirante. Compagnie Gandusio-Almirante, Teatro Barberini de Rome, (11 juillet 1932)
- Amore mascherato de Sacha Guitry, direction artistique Aristide Baghetti et Ermete Liberati. Compagnie de spettacoli comici et musicali Baghetti-Liberati, Teatro Argentina de Rome, (15 octobre 1932)
- Il profumo de mia moglie de Leon Lenz, direction artistique Aristide Baghetti et Ermete Liberati. Compagnie de spettacoli comici et musicali Baghetti-Liberati, Teatro Argentina de Rome, (17 octobre 1932)
- L'uomo del piacere de Paul Géraldy et Robert Spitzer, direction artistique Aristide Baghetti et Ermete Liberati. Compagnie de spettacoli comici et musicali Baghetti-Liberati, Teatro Argentina de Rome, (19 octobre 1932)
- Il primo letto de Andrea Bisson, direction artistique Aristide Baghetti et Ermete Liberati. Compagnie de spettacoli comici et musicali Baghetti-Liberati, Teatro Argentina de Rome, (20 octobre 1932)
- Bourrachon de Laurent Doillet, direction artistique Aristide Baghetti et Ermete Liberati. Compagnie de spettacoli comici et musicali Baghetti-Liberati, Teatro Argentina de Rome, (22 octobre 1932)
- Baciatemi de Tristan Bernard, Yves Mirande et Gustave Quinson, direction artistique Aristide Baghetti et Ermete Liberati. Compagnie de spettacoli comici et musicali Baghetti-Liberati, Teatro Argentina de Rome, (23 octobre 1932)
- L'acquolina in bocca de Pares, Veber et Von Paris, direction artistique Aristide Baghetti et Ermete Liberati. Compagnie de spettacoli comici et musicali Baghetti-Liberati, Teatro Argentina de Rome, (25 octobre 1932)
- Jim la Houlette, roi des voleurs de Jean Guitton, direction artistique Aristide Baghetti et Ermete Liberati. Compagnie de spettacoli comici et musicali Baghetti-Liberati, Teatro Argentina de Rome, (30 octobre 1932)
- Casanova, non sei più tu! de Egeo Carcavallo, direction artistique Gero Zambuto. Compagnie Spettacoli Eliseo, Teatro Eliseo de Rome, (7 mars 1935)
- Gangster del mio cuore de Giovanni Manca, direction artistique Gero Zambuto. Compagnie Spettacoli Eliseo, Teatro Eliseo de Rome, (27 mars 1935)
- I milioni de Michele Galdieri et Arturo Milone, direction artistique de Michele Galdieri. Compagnie Spettacoli Eliseo, Teatro Eliseo de Rome, (12 mai 1935)
- La foresta pietrificata de Robert Emmet Sherwood, mise en scène de Anton Giulio Bragaglia. Compagnie du teatro delle Arti, Teatro delle Arti de Rome, (2 mars 1938)
- Nessuno ha visto de Anthony Armstrong et Henry Simpson, direction artistique Annibale Betrone. Compagnie Spettacoli Elle Betrone-Magnani, Teatro Eliseo de Rome, (22 juillet 1938)
- Il sorprendente dottor Klitter de Barré Lyndon, direction artistique Annibale Betrone. Compagnie Spettacoli Elle Betrone-Magnani, Teatro Eliseo de Rome, (26 juillet 1938)
- Metropoli de Alessandro De Stefani, direction artistique Annibale Betrone. Compagnie Spettacoli Elle Betrone-Magnani, Teatro Eliseo de Rome, (4 août 1938)
- Palcoscenico de Geoffry G. Ames, direction artistique Annibale Betrone. Compagnie Spettacoli Elle Betrone-Magnani, Teatro Eliseo de Rome, (18 août 1938)
- La mascherata de San Silvestro de Andrea dello Siesto, direction artistique Annibale Betrone. Compagnie Spettacoli Elle Betrone-Magnani, Teatro Eliseo de Rome, (22 août 1938)
- Anna Christie d'Eugene O'Neill, mise en scène d'Anton Giulio Bragaglia. Compagnie du teatro delle Arti, Teatro delle Arti de Rome, (28 mai 1939)
- Quando meno te l'aspetti de Michele Galdieri, direction artistique Michele Galdieri. Compagnie dule grandi riviste Totò de Remigio Paone, Teatro Quattro Fontane de Rome (25 décembre 1940)
- Volumineide de Michele Galdieri, mise en scène Michele Galdieri. Compagnie Totò-Magnani, Teatro Lirico de Milan (3 février 1942)
- Che ti sei messo in testa? de Michele Galdieri, mise en scène Michele Galdieri. Compagnie Totò-Magnani, Teatro Valle de Rome (5 février 1944)
- Con un palmo de naso de Michele Galdieri, mise en scène Michele Galdieri. Compagnie Totò-Magnani, Teatro Valle de Rome (26 juin 1944)
- Cantachiaro de Franco Monicelli|Franco Monicell, Italo De Tuddo, Pietro Garinei, Sandro Giovannini, Compagnie Magnani-Ninchi, mise en scène de Oreste Biancoli (Teatro Quattro Fontane de Rome 1er septembre 1944)
- Carmen de Prosper Mérimée, mise en scène de Gherardo Gherardi. Compagnie Magnani-Ninchi, Teatro Quirino de Rome (15 novembre 1944)
- Jegor Bulycov et gli altri de Maxime Gorki, mise en scène de Vito Pandolfi. Compagnie Magnani-Ninchi, Teatro Quirino de Rome (28 novembre 1944)
- Così per gioco d'Armand Salacrou, direction artistique de Carlo Ninchi. Compagnie Magnani-Ninchi, Teatro Quirino de Rome (6 décembre 1944)
- Scampolo de Dario Niccodemi. Compagnie Magnani-Ninchi, Teatro Quirino de Rome (15 décembre 1944)
- Soffia so'... de Pietro Garinei et Sandro Giovannini, mise en scène de Mario Mattoli, Compagnie Za-Bum (Teatro Quattro Fontane de Rome, 13 janvier 1945)
- Cantachiaro no 2 d'Italo De Tuddo, Pietro Garinei, Sandro Giovannini, Franco Monicelli, Compagnie Magnani-Ninchi, mise en scène Oreste Biancoli (Teatro Quattro Fontane de Rome, 17 mai 1945)
- Maya de Simon Gantillon, mise en scène Orazio Costa, Teatro Eliseo (24 novembre 1945)
- Scampolo de Dario Niccodemi. Compagnie Anna Magnani, Teatro Quirino de Rome (15 décembre 1944)
- Anna Christie de Eugene O'Neill, mise en scène de Orazio Costa. Compagnie Anna Magnani, Teatro Eliseo de Rome (14 décembre 1945)
- Sono le dieci et tutto va bene de Pietro Garinei, Sandro Giovannini et Marcello Marchesi, mise en scène Mario Mattoli. Compagnie Za-Bum, Teatro Quattro Fontane (11 mars 1946)
- Chi è de scena? de Michele Galdieri, mise en scène de Michele Galdieri. Compagnie Anna Magnani, Teatro del Casinò de Sanremo (21 décembre 1953)
- La lupa de Giovanni Verga, mise en scène de Franco Zeffirelli. Teatro della Pergola de Firenze (24 mai 1965)
- Medée de Jean Anouilh, mise en scène de Gian Carlo Menotti. Compagnie Cisan, Teatro Quirino de Rome (24 décembre 1966)

## Distinctions

### Récompenses
- 1946 : Ruban d'argent du meilleur second rôle féminin pour Rome, ville ouverte
- 1946 : National Board of Review Award de la meilleure actrice pour Rome, ville ouverte
- 1947 : Coupe Volpi de la meilleure interprétation féminine à la Mostra de Venise 1947 pour L'Honorable Angelina
- 1948 : Ruban d'argent de la meilleure actrice principale pour L'Honorable Angelina
- 1949 : Ruban d'argent de la meilleure actrice principale pour Una voce umana
- 1952 : Ruban d'argent de la meilleure actrice pour Bellissima
- 1955 : National Board of Review Award de la meilleure actrice pour La Rose tatouée
- 1955 : New York Film Critics Circle de la meilleure actrice pour La Rose tatouée
- 1956 : Oscar de la meilleure actrice pour La Rose tatouée
- 1956 : Golden Globe de la meilleure actrice dans un film dramatique pour La Rose tatouée
- 1957 : Ruban d'argent de la meilleure actrice principale pour Sœur Letizia
- 1957 : British Academy Film Award de la meilleure actrice étrangère pour Car sauvage est le vent
- 1958 : David di Donatello de la meilleure actrice pour Car sauvage est le vent
- 1958 : Ours d'argent de la meilleure actrice à la Berlinale 1958 pour Car sauvage est le vent
- 1959 : David di Donatello de la meilleure actrice pour L'Enfer dans la ville
- 1960 : Étoile à son nom (et à sa renommée) posée le 8 février sur le Walk of Fame à Los Angeles (États-Unis) face au no 6381 de l'Hollywood Boulevard.